# 아름다운 오후, 네시입니다
아름다운 오후, 네시입니다는 KBS대구FM에서 평일 오후 4시부터 5시까지 방송되는 대구, 경북 전지역의 클래식 음악 프로그램이다.

## 소개
KBS 대구FM방송의 새이름 아름다운 오후 네시입니다 평일 오후 네시부터 다섯시까지 FM 89.7MHz로 여러분을 찾아갑니다. 대구 경북을 대표하는 클래식 채널 KBS대구FM 에서는 정통클래식부터 퓨전, 재즈,성악곡까지 다양한 곡들로 청취자를 만나고있는데요 아름다운 오후 네시입니다 라는 새로운 이름으로 당신 곁을 찾아갑니다. 대구에서 활동하는 연주자들이 스튜디오에서 직접 연주를 들려주고 성악가들의 연기와 노래로 라디오 오페라를 선보이고 있고요 다양한 공연 실황을 현장에서 녹음해 방송으로 소개하고 있습니다. KBS 대구FM 아름다운 오후 네시입니다. 평일 오후 네시부터 다섯시까지 음악을 사랑하는 당신을 기다리고 있어요.

## 주파수 안내
- 대구, 경주, 구미, 김천 FM 89.7㎒
- 안동, 영주, 문경, 예천, 봉화, 청송, 상주, 의성, 청송, 영양 FM 88.1㎒
- 포항, 경주, 영덕, 울진 FM 93.5㎒
- 울릉 FM 94.1㎒

## DJ
- 진유현 아나운서

## 같이 보기
- KBS 클래식FM
- KBS대구방송총국
- KBS대구FM
- 노래의 날개 위에